# Warhorse Studios
Warhorse Studios (ранее Prague Game Studios) — чешский разработчик компьютерных игр. Основана в 2011 году Даниэлем Ваврой. Штаб-квартира компании расположена в Праге (Чехия).
В феврале 2019 года компания Warhorse Studios была куплена Koch Media (которая принадлежит Embracer Group) за 42,8 млн евро, частично сумму сделки Koch Media погасила своими акциями. Руководитель компании Даниэль Вавра и другие ведущие сотрудники компании Warhorse Studios продолжают работать в этой компании.

## Основатели компании
- Даниэль Вавра (бывший сотрудник 2K Czech — Mafia, Mafia II) — геймдизайнер, сценарист.
- Мартин Клима (бывший сотрудник Altar Games — Fish Fillets, Original War, серия игр UFO; бывший сотрудник Codemasters — Operation Flashpoint: Dragon Rising) — исполнительный продюсер.
- Виктор Боцан (бывший сотрудник Bohemia Interactive — Operation Flashpoint, Armed Assault; мультиплатформенные игры для Nintendo DS, XBLA, iPhone etc.) — геймдизайнер, сценарист.
- Збынек Травински (участвовал в создании Mafia, Mafia II; фильмов Парфюмер: История одного убийцы, Тристан и Изольда) — аниматор и CG/FX специалист.
- Роман Завада — главный художник (бывший сотрудник Bohemia Interactive и Crytek)
- Томаш Блахо — главный программист (бывший сотрудник 2K Czech и Playground Games)

## Разработанные игры
| Год  | Название                     | Жанр       | Платформа(ы)                            | Издатель    |
| ---- | ---------------------------- | ---------- | --------------------------------------- | ----------- |
| 2018 | Kingdom Come: Deliverance    | action/RPG | Windows, PlayStation 4, Xbox One        | Deep Silver |
| 2025 | Kingdom Come: Deliverance II | action/RPG | Windows, PlayStation 5, Xbox Series X/S | Deep Silver |